# St-Côme-St-Damien (Luzarches)

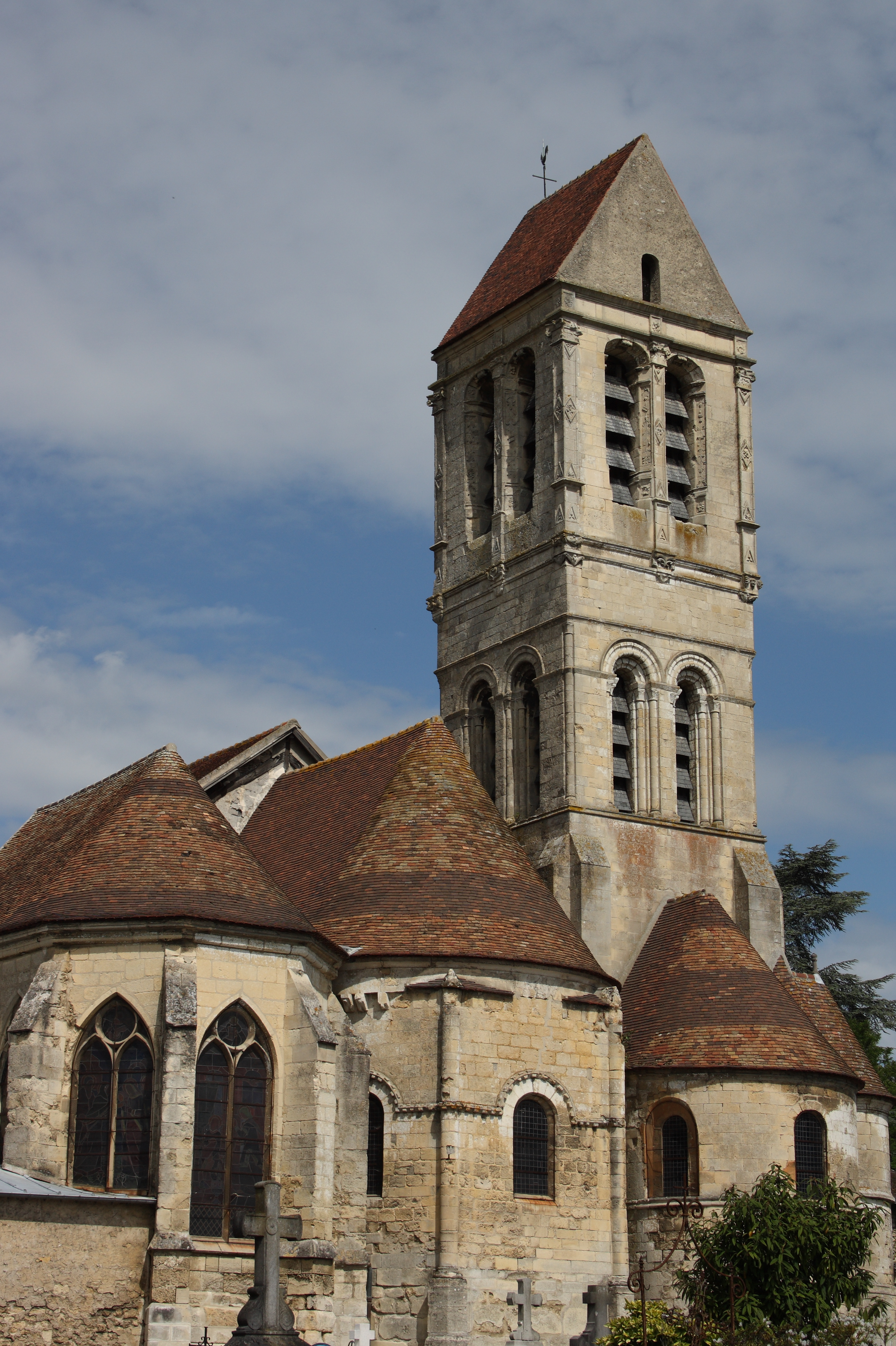
Pfarrkirche Saint-Côme-Saint-Damien

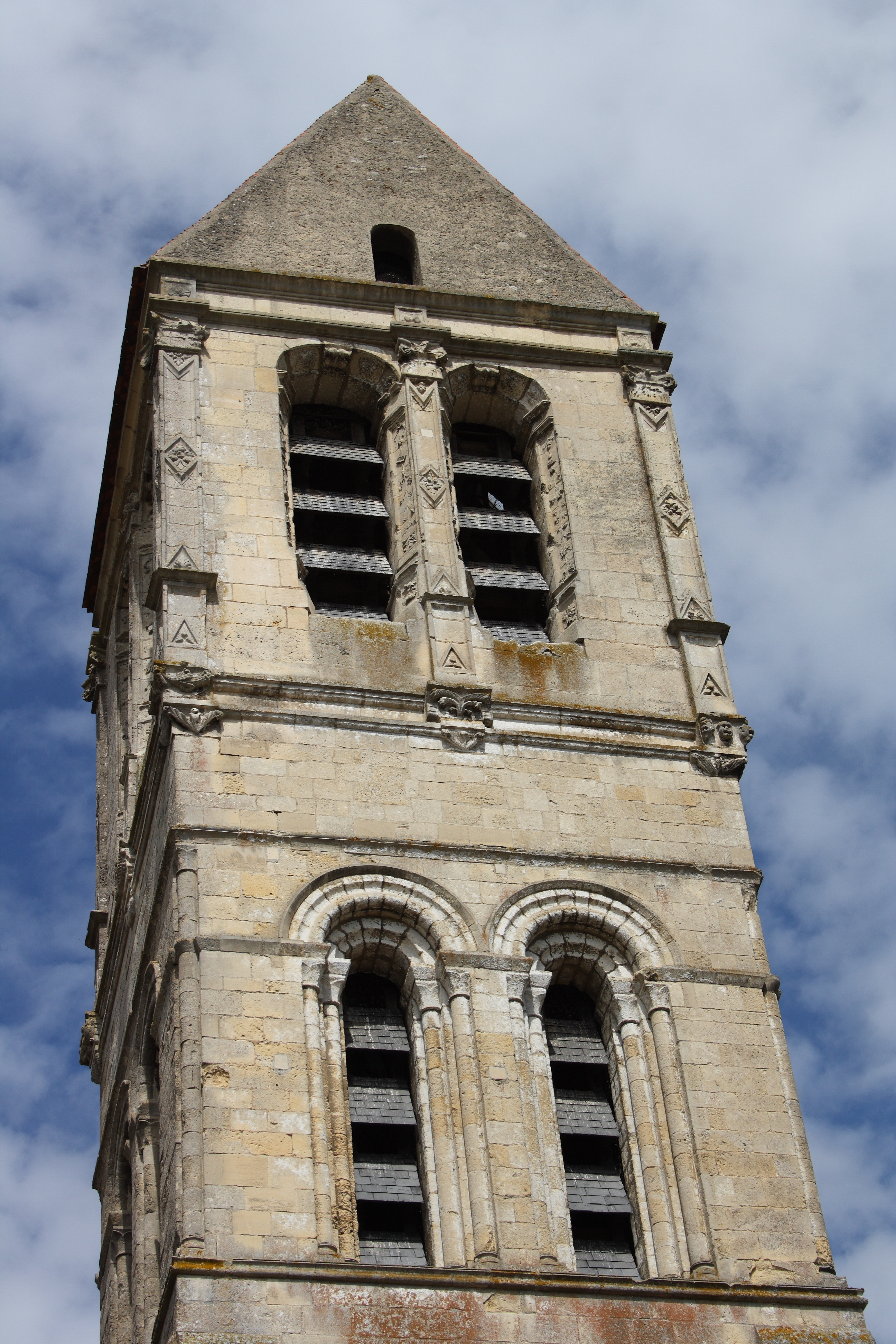
Glockenturm

Die katholische Pfarrkirche Saint-Côme-Saint-Damien in Luzarches, einer Gemeinde im Département Val-d’Oise in der französischen Region Île-de-France, geht auf das 11. Jahrhundert zurück. Sie wurde mehrfach umgebaut und verbindet Bauteile der Romanik, Gotik und der Renaissance. Seit 1912 steht die Kirche als Monument historique auf der Liste der Baudenkmäler in Frankreich.

## Geschichte
Bei Ausgrabungen unter dem Chor wurde ein gallo-römischer Vorgängerbau freigelegt, dem in karolingischer Zeit ein weiterer Kirchenbau folgte. Die erste Kirche war vermutlich dem Apostel Bartholomäus geweiht. Im 8. Jahrhundert erhielt die Kirche das Patrozinium der beiden Brüder und Märtyrer Cosmas und Damian.
Im 11. Jahrhundert erfolgte ein Neubau der Kirche, von dem die Hauptapsis und zwei südliche Joche des Chores erhalten sind. In der Mitte des 12. Jahrhunderts errichtete man die nördliche Seitenapsis. Um 1300 wurde die südliche Apsis abgerissen und durch eine gotische Marienkapelle ersetzt. Im 16. Jahrhundert sollte die Kirche im Stil der Renaissance umgebaut werden. Die Fassade und das erste Joch des Schiffes wurden erneuert, der Turm wurde aufgestockt. Danach wurden die Arbeiten wegen fehlender Mittel wieder eingestellt. Im 17. Jahrhundert und in den 1880er Jahren folgten weitere Umbauten des Schiffes.

## Architektur

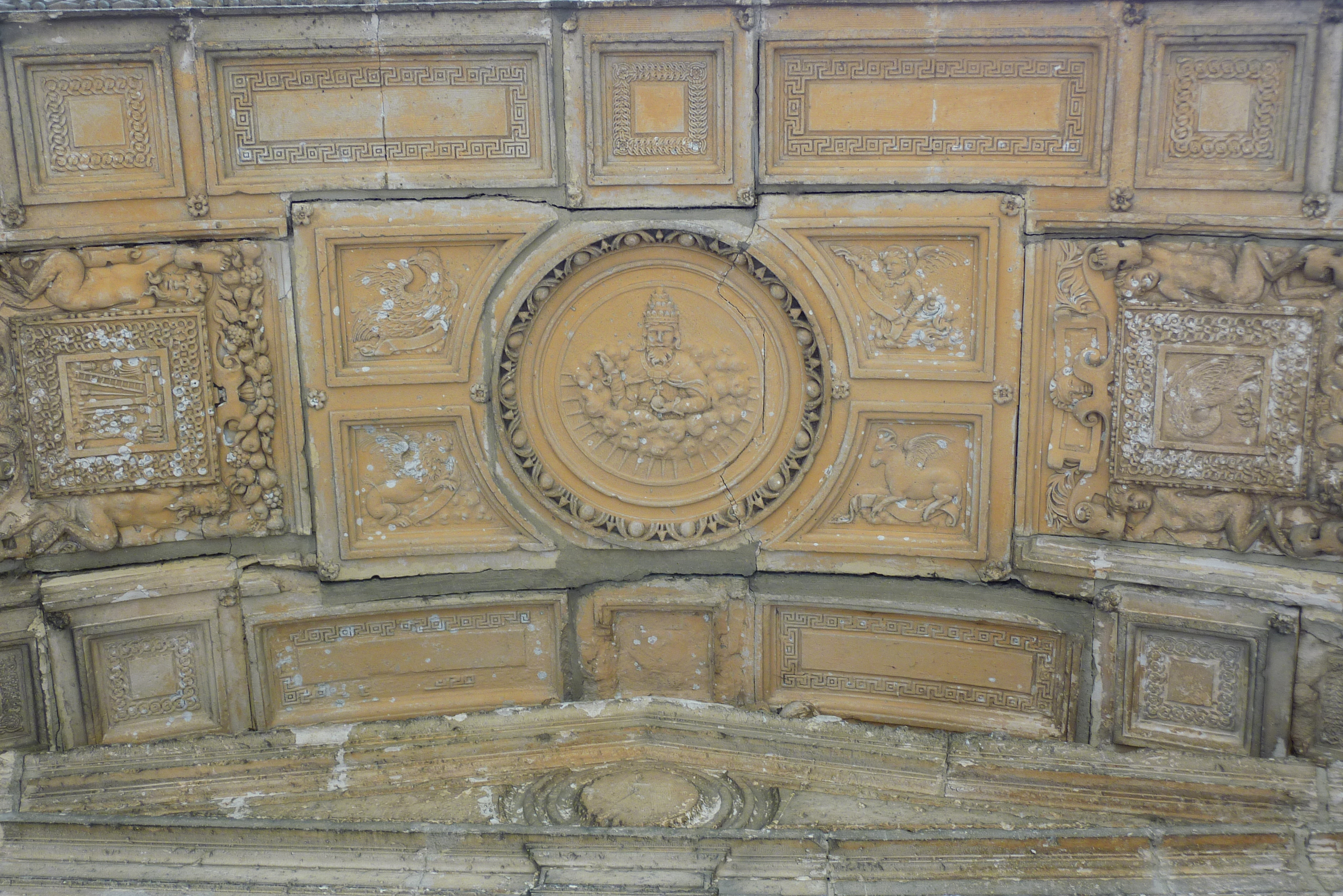
Kassettendecke über dem Portalvorbau

### Außenbau
Das Chorhaupt weist eine Baugeschichte von fünfhundert Jahren auf. Der älteste Teil, die romanische Hauptapsis, ist innen halbrund und außen dreiseitig geschlossen. Die Ecken werden durch Dreiviertelsäulen verstärkt. Auf halber Höhe verläuft ein Zahnschnittfries, der sich auch über die drei Rundbogenfenster fortsetzt.
Die ebenfalls romanische, etwas später errichtete nördliche Apsis besitzt einen halbkreisförmigen Grundriss. Sie ist schmuckloser und ebenfalls von drei rundbogigen Öffnungen durchbrochen. An ihrer Nordseite schließt sich ein Treppenturm an.
Über der nördlichen Apsis erhebt sich der Glockenturm, dessen unteres romanisches Stockwerk auf allen vier Seiten von rundbogigen Zwillingsfenstern durchbrochen ist. Das Obergeschoss, das 1537 von Jean Guillot aufgebaut wurde, besitzt an den Ecken und zwischen den Klangarkaden Pilaster, die mit Volutenkapitellen und einem Dekor von Rauten und Blüten im Stil der Renaissance verziert sind.
Die gotische Marienkapelle an der Stelle der südlichen Apsis ist durch kräftige Strebepfeiler gegliedert. In den Zwischenräumen öffnen sich fünf spitzbogige Maßwerkfenster.
Die Westfassade, an der sich das Portal befindet, wurde 1551 fertiggestellt. Der vorstehende Mittelteil ist in zwei Stockwerke gegliedert und wird seitlich von Strebepfeilern eingefasst, denen auf beiden Ebenen Doppelsäulen vorgestellt sind. Diese stehen auf hohen Sockeln und entsprechen im Erdgeschoss der dorischen und in der zweiten Etage der ionischen Ordnung. Zwischen den beiden Geschossen verläuft ein Fries mit Triglyphen und Metopen, der sich auch seitlich fortsetzt. Die zweite Etage ist von einer großen, achtteiligen Rosette durchbrochen.

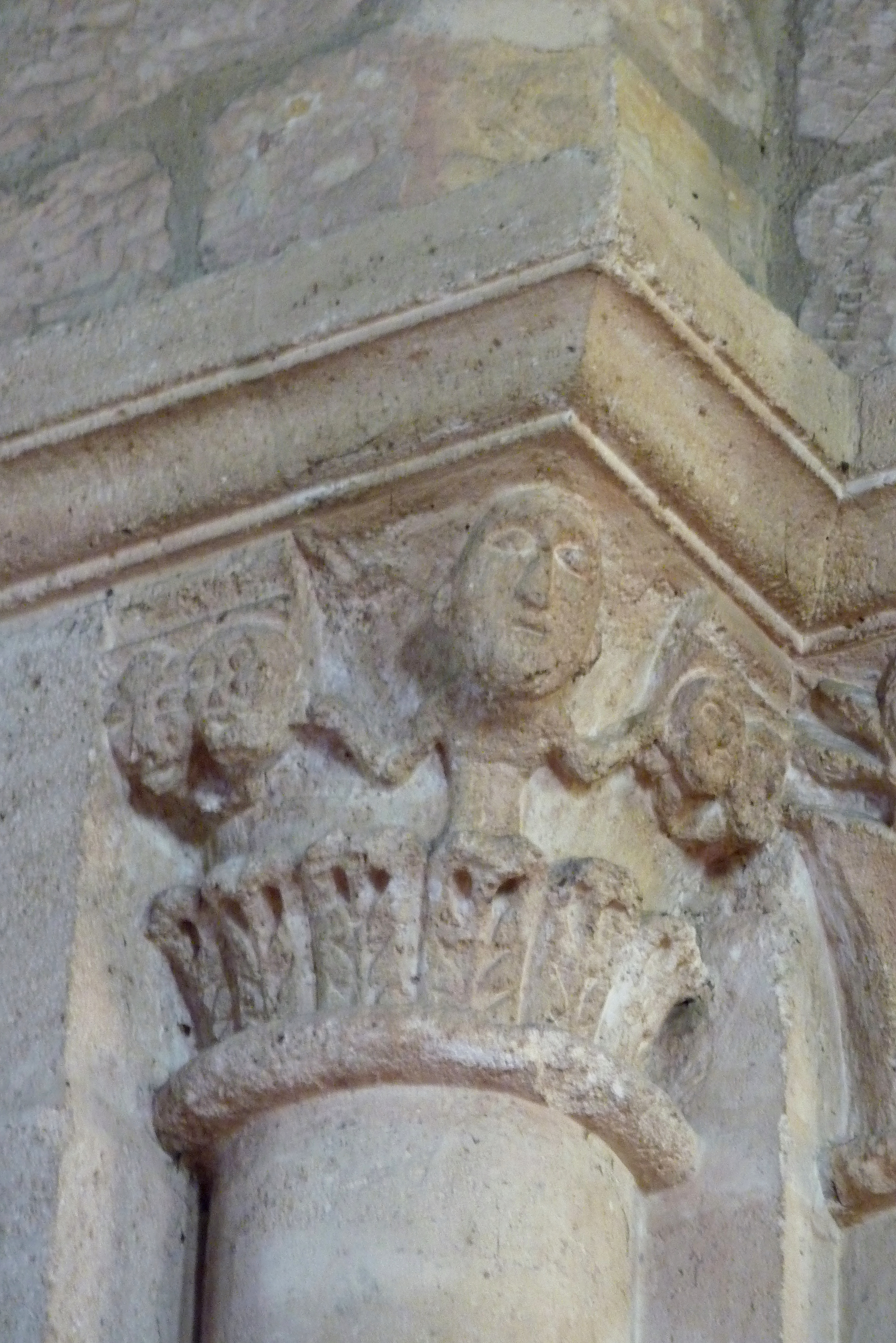
Kapitell

Im Erdgeschoss öffnet sich unter einem weiten Bogen der Portalvorbau. In den Zwickeln sind noch die Reste von Wappenkartuschen erhalten. Die Bogenlaibung ist als Kassettendecke im Stil der Renaissance gestaltet und mit Reliefs verziert. Auf der zentralen Kassette thront Gottvater, umgeben von den Evangelistensymbolen. Auf anderen Kassetten werden die Leidenswerkzeuge und ein Pelikan, Symbol des Opfertodes Jesu, dargestellt. Die unteren Kassetten enthalten Szenen aus dem Leben der beiden Schutzpatrone.

### Innenraum

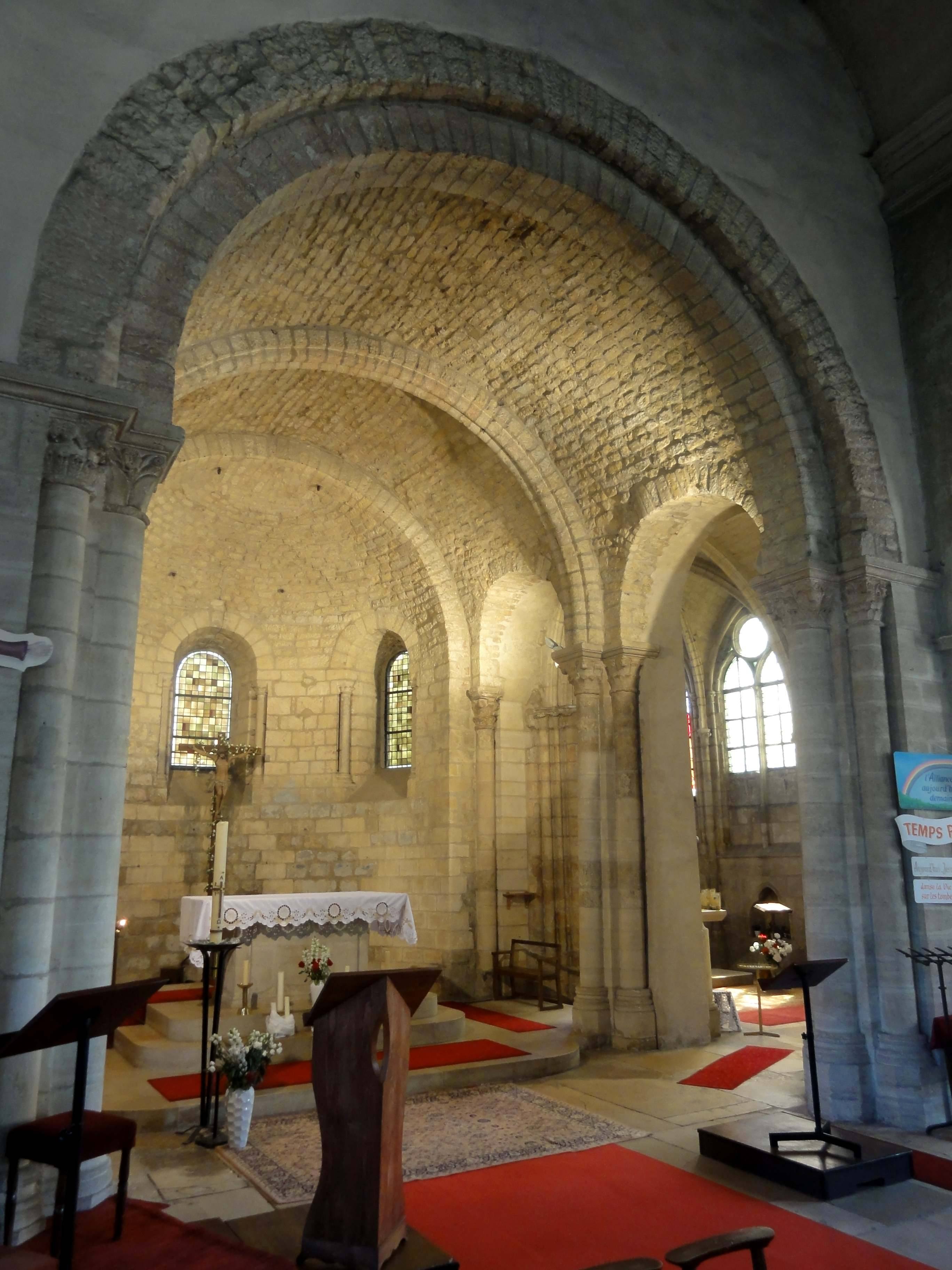
Chor mit frühromanischer Hauptapsis

Das dreischiffige Langhaus ist in sechs Joche gegliedert. Das Mittelschiff wird wie die romanische Hauptapsis von einem Tonnengewölbe gedeckt. Die Gurtbögen des Gewölbes ruhen auf Pfeilern mit Säulenvorlagen, die mit korinthischen Kapitellen verziert sind. Die Kapitelle, auf denen der Triumphbogen aufliegt, sind mit figürlichen Szenen gestaltet.
Die nördliche Apsis besitzt ein sechsteiliges Kreuzrippengewölbe, das von schlanken Säulen mit Blattkapitellen getragen wird.
Die im Stil der Hochgotik errichtete Marienkapelle an der Südseite des Chores wird ebenfalls von einem Kreuzrippengewölbe gedeckt. Die Rippen des Gewölbes münden in Schlusssteine, von denen einer mit der Darstellung eines betenden Königs versehen ist.

## Ausstattung

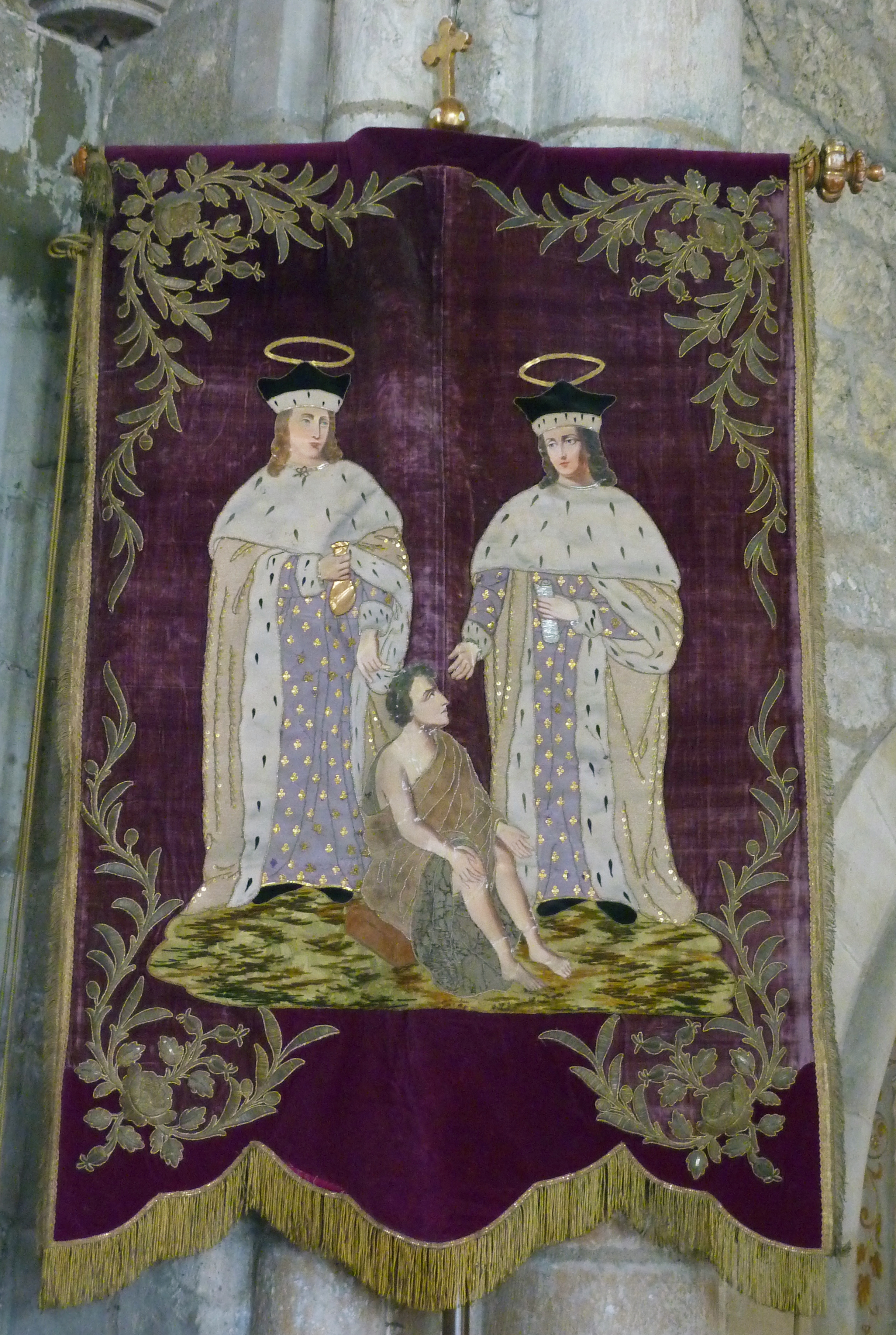
Prozessionsfahne

- Die Prozessionsfahne mit der Darstellung der beiden Schutzpatrone, des heiligen Cosmas und des heiligen Damian, erinnert an die Wallfahrt der Ärztekammer nach Luzarches zu den Reliquien der beiden Märtyrer, die bis zu ihrem Raub 1990 in der nördlichen Apsis aufbewahrt wurden.
- Das Chorgestühl wurde im 17. Jahrhundert für die Abtei Hérivaux geschaffen und nach deren Abbruch im 18. Jh. in der Kirche Saint-Côme-Saint-Damien eingebaut.
- Die Kanzel wurde 1708 von Claude Collin angefertigt. Ein Relief am Kanzelkorb stellt die Zwillingsbrüder Cosmas und Damian als Schutzpatrone der Ärzte und Apotheker dar.

## Orgel
Die Orgel wurde 1985 von der Orgelbaufirma Manufacture Languedocienne de Grandes Orgues Georges Danion erbaut, wobei das Pfeifenmaterial des Vorgängerinstruments wiederverwendet wurde, das aus dem 19. Jahrhundert stammt. Die Orgel hat 14 Register auf zwei Manualen und Pedal. Die Trakturen sind elektrisch.
| I Hauptwerk C–g3 |           |    |
| 1.               | Principal | 8′ |
| 2.               | Flûte     | 8′ |
| 3.               | Prestant  | 4′ |
| 4.               | Octave    | 2′ |
| 5.               | Mixture   |    |

| II Recit expressif C–g3 |            |        |
| 6.                      | Bourdon    | 8′     |
| 7.                      | Salicional | 8′     |
| 8.                      | Prestant   | 4′     |
| 9.                      | Nasard     | 2 ⁄3′  |
| 10.                     | Flageolet  | 2′     |
| 11.                     | Tierce     | 1 3⁄5′ |
| 12.                     | Trompette  | 8′     |

| Pedalwerk C–f1 |          |     |
| 13.            | Soubasse | 16′ |
| 14.            | Basse    | 8′  |